# Nicolas Mathieu
Nicolas Mathieu (Épinal, 2 giugno 1978) è uno scrittore francese.

## Biografia
Nato nel 1978 a Épinal, vive e lavora a Nancy.
Dopo gli studi di storia e di cinema si è laureato in Arti dello spettacolo presso l'Università di Metz prima di trasferirsi a Parigi dove ha svolto diversi mestieri quali il giornalista per un sito d'informazione e il redattore in un'agenzia.
Ha esordito nella narrativa nel 2014 con il noir Aux animaux la guerre ottenendo il Prix Erckmann-Chatrian e il Prix Mystère de la critique l'anno successivo e fornendo il soggetto per l'omonima serie TV del 2018.
Con il secondo romanzo, E i figli dopo di loro, su di una famiglia appartenente alla classe medio-bassa che vive nella "Francia periferica", ha vinto il Premio Goncourt nel 2018.

## Opere

### Romanzi
- Come una guerra (Aux animaux la guerre, 2014), Venezia, Marsilio, 2020 traduzione di Margherita Botto ISBN 978-88-297-0723-2.
- E i figli dopo di loro (Leurs enfants après eux, 2018), Venezia, Marsilio, 2019 traduzione di Margherita Botto ISBN 978-88-297-0180-3.
- Rose Royal, (Rose Royal, 2019), Venezia, Marsilio, 2025 traduzione di Margherita Botto, ISBN 9788829716944

### Novelle
- Paris-Colmar (2015)

## Adattamenti
- Aux animaux la guerre – miniserie TV, 6 puntate (France 3, 2018)
- Leurs enfants après eux, regia di Ludovic e Zoran Boukherma (2024)

## Premi e riconoscimenti
- Prix Erckmann-Chatrian: 2014 vincitore con Aux animaux la guerre
- Prix Mystère de la critique: 2015 vincitore con Aux animaux la guerre
- Premio Goncourt: 2018 vincitore con E i figli dopo di loro